# Vieux-Villez
Vieux-Villez är en kommun i departementet Eure i regionen Normandie i norra Frankrike. Kommunen ligger i kantonen Gaillon-Campagne som tillhör arrondissementet Les Andelys. År 2018 hade Vieux-Villez 193 invånare.

## Befolkningsutveckling
Antalet invånare i kommunen Vieux-Villez
Referens:INSEE